# Конститюшън (фрегата, 1797)
„Конститюшън“ (на английски: USS Constitution), още наричан „Старчето с железни хълбоци“ (Old Ironsides) до 2012 година е бил най-старият ветроходен кораб в света, който се намира на вода и е в състояние да плава. Все още се числи в бойния състав на американския флот, след повече от 200 години служба.
Известен е и като „Old Ironsides“ („Старчето с железните хълбоци“, „Желязнобордното старче“ и т.н.). Този си прякор получава след като по време на Англо-американската война от 1812 – 1815 г. забелязват, че гюлетата на британския кораб HMS Guerriere отскачат от неговите бордове, които са направени от вирджински дъб.

## История
Спуснат е на вода на 21 октомври 1797 г. На 23 юли 1798 г. започва първото му пътешествие, в периода 1798 – 1800 г. участва в квазивойната между САЩ и Франция, триполийската война, англо-американската война 1812 – 1815 г.. През 1830 г. корабът, на 31-годишна възраст, доста почтена за онова време, едва не е унищожен. Но публикуваната по същото време посветена на кораба поема „Old Ironsides“ има голям успех сред населението, и гражданите настояват за съхранването на фрегатата. Вместо отписване от флота корабът преминава първия от своите многобройни възстановителни ремонти. По време на гражданската война „Конститюшън“ служи като учебен кораб, неговото въоръжение е намалено до 16 оръдия и той е прекласифициран на кораб 2-ри ранг. През 1878 година „Конститюшън“ участва в Световното изложение в Париж.
През 1900 г. Конгресът утвърждава проект за съхраняване на „Конститюшън“ като музеен кораб, но без предвидено за това финансиране от държавния бюджет. През 1905 г. е предложено корабът да се изведе в морето и той да се използва като мишена за артилерийски стрелби, но след вълна от протести през 1906 г. от бюджета са отделени $100 000 на съхранение и текущ ремонт на кораба, а през 1907 г. той е открит за посещения.
На 1 декември 1917 г. корабът получава името „Old Constitution“, за да може името „Constitution“ да получи най-новият линеен крайцер от типа „Лексингтън“. На 24 юли 1925 г., след като в съответствие с Вашингтонското морско съглашение от 1923 г. построяването на корабите от типа на „Лексингтън“ е отменено (а двата недостроени корпуса са преоборудвани на самолетоносачи), „Конститюшън“ получава обратно името си.
В периода 1927 до 1930 г. съдът е в ремонт, след което се отправя на турне по САЩ, което продължава 3 години. За това време корабът посещава около 90 града, на борда на фрегатата се качват над 4,5 млн. души.
Съгласно класификацията на корабите на ВМС от 1 септември 1975 г., за да се подчертае неговият уникален исторически статус, USS Constitution (бивш IX 21) е прекласифициран в клас „none“ (нулев).
Следва ремонт на „Конститюшън“ през 1995 г. През 1997 година, в чест на празниците по повод 200-годишният юбилей от построяването, фрегатата излиза в морето. Предишното му самостоятелно плаване датира от преди 116 години.
На 5 май 2016 г. корабът влиза в сух док на военноморската корабостроителница в Бостън за реставрация и ремонт. Общата стойност на всички работи съставя около 15 милиона долара. Обновеният съд е спуснат обратно на вода на 23 юли 2017 г.
Понастоящем той се намира в залива на град Бостън, щата Масачузетс, по него се водят екскурзии, явява се последната от шестнадесетте точки на историческата Пътека на Свободата. Корабът е включен в списъка на най-важните забележителности на САЩ.

## „Конститюшън“ в културата
- Ветроходът се споменава във филма „Живота след хората“. Твърди се, че след прекратяване на грижите и обслужването му той ще потъне след 9 месеца поради гниене на дъските.
- Корабът се споменава в книгата на С. С. Форестър „Хорнблауер и Отчаяният“. В нея слугата на Хорнблауер Доути се спасява от бесилото на американския военен кораб Constitution, на котва в порта на Кадис.
- Платноходът е изобразен в играта Fallout 4.

## Галерия
- Спускането на вода, 1797 г.
- Битката с Guerriere, 1812 г.
- В док след поредния ремонт, 1858 г.
- В док, 1995 год
- USS Constitution с издути платна, 1997 г.
- 1997 г.
- В залива на Бостън, 2005 г.
- Constitution дава салют на кораба USS Bataan (LHD-5)
- Оръдеен салют, изглед от гротмачтата, 2006 г.
- В дока по време на поредния ремонт, 2016 г.
- В дока, 2018 г.

## Коментари
1. ↑  През 2012 година на вода отново е спуснат „Виктори“ (HMS Victory), който е с няколко години по-стар от „Конститюшън“